# چن سیچنگ
چن سیچنگ (به انگلیسی: Chen Sicheng) (به چینی: 陈思诚) متولد ۲۲ فوریه ۱۹۷۸ در شنیانگ بازیگر، کارگردان و فیلمنامه‌نویس چینی است. وی از آکادمی مرکزی تئاتر فارغ‌التحصیل شده و به دلیل بازی در نقش‌های اصلی در فیلم‌های انتقام زندانی و تب بهاری شهرت دارد. و همچنین مجموعه فیلم‌های کمدی پرفروش فیلم کارگاه محله چینی‌ها.

## زندگی شخصی
چن در شانزدهم ژانویه ۲۰۱۴ با بازیگر تونگ لیا ازدواج کرد.